# 民族資產解凍騙局
民族資產解凍騙局是流傳於中國大陸各地40年以上的一種金光黨類型騙術，直到2024年仍有许多此类團夥被查办。

## 概要
解凍民族資產的風氣其實與中共政權和美國建立外交關係時簽署之文件有相關聯。1975年中共當局與美國政府簽署《中華人民共和國政府和美利堅合眾國政府關於解決資產要求問題的協議》，旨在解決清政府和中華民國政府撤出大陸之前被中共當局和美國政府雙方互相所處置和凍結之資產，並為將來兩者之間進行貿易釐清障礙。然而,此協議無法被執行，因為相關當事方面已經撤出大陸或者是已經失去相關管轄權。並且1979年中华人民共和国與美國福特政權建交之後此事也已得到解決。因此民族資產解凍已經不復存在因為相關程序已經完成。
民族資產解凍騙局的核心是在於結合歷史事件，炮製一種體驗式尋寶故事，並同時詐欺極大量的受害人（可能達數千或數萬人）讓這些受害人彼此聯絡、開大會等方式，讓人有一種「這麼多人都信，應該是真的吧」心態以強化騙局。

### 詐騙劇本手法
通常故事的版本是涉及某一朝代的統治階級最後一代成員，例如明朝、清朝、元朝、甚至國民黨、日軍，故事中闡述一個離奇故事表明在大局崩落前有一位成員將大筆國庫資產藏匿在某處或海外，以圖日後復興王朝，但經過了多年，守寶人後代已經放棄或是被現在政府某官員查獲，總之該筆資產可以解凍和取出，然而取出過程需要一筆費用，可能名目是給外國銀行的手續費、找尋最後神秘鑰匙持有者的偵探費、打點守寶人後代的安家費等等光怪陸離又帶有傳奇冒險色彩的費用用途，讓參與受害者匯款。
而最核心的詐騙機制，其實是在於它許諾的極度誇張回報，例如2017年安徽淮南市的巨龍集團案受害人達4萬多人，該騙局就許諾交一萬元人民幣的參與費，等民族資產解凍後可以拿一千萬人民幣、名牌轎車一輛、國內海景別墅一棟、美國房子一棟加送綠卡、終生國務院部長級月退金。因此民族資產騙案的受害人多數是教育水準低見識少，人生成就低對於翻身無望者，即使半信半疑但與極巨大回報相比顯得一萬或幾千元非常渺小，有一種人生最後買個機會一搏的心態，並且受害者間互相催眠認為自己參與了幫國家做事的人生傳奇故事。
交錢後並不會立刻捲款消失反而詐騙集團會經營公司定期聚會報告尋寶情況，甚至陸續又有一些劇情發生需要用錢，要再交費，較精密的騙局甚至還有體驗故事，帶人去大山深處尋訪神秘守寶人（由演員扮演），在飯店與明朝後裔皇家子孫驚心動魄地神祕接頭、甚至組織出國（自費）到東南亞國家拜訪國民黨、日軍將領躲藏的後代，各種光怪陸離的體驗式劇情，且整個詐騙過程長達八九年甚至十幾年，讓很多受害者不以為這是騙局，最後還當成畢生事業在投入在幻想，陸續被騙的款項積少成多。2020年代後戰後一代成長的年長者減少所以清末民初故事較難吸引人，改以當代政府機密扶貧故事的騙局數量上升。

### 受害者心理
民族資產解凍騙局在幾十年間非常多次在各省被破獲，劇情都大同小異，但還是一再有人上當。2019年上半公安展開專項全國掃蕩行動，破獲此類犯罪團夥多起，抓捕三千多名罪犯，其中騙術劇情光怪陸離但多數都荒謬且容易識破，被害人自身貪念導致受騙居多。而受骗人数面最高者曾有河南抓獲的中華民族第九路軍案受騙人數達12萬人之多採傳銷式發展，由於許多基層受騙者只被騙幾十元到一千元人民幣不等，僅有少數入局深久者晉升為高階「幹部」才被騙達數十萬，因此警方發現即使破獲告知後還出現受害者與警辯論深信不可自拔現象，一方面是不肯承認自己上當的不認錯心理另一方面有受害者互相取暖的網路群組中發展出各種怪論，譬如有人參加了諸多解凍騙局而認為自己「本就是亂槍打鳥」而沾沾自喜，認為民族資產一事一定是真的而很多詐騙也是有的，自己大量參加繳錢總有一個會中，被騙的就當成買了張彩票沒中獎的心理，光怪陸離的怪論景象成為社會一奇景。

## 知名案例
- 2013年西安莲湖，清朝昌平公主案[9]
- 2013年浙江青田，國民黨中銀存款案[10]
- 2014年浙江天台，國民黨遺產民族大業案[11]
- 2016年廣西田東，国民党解冻委员会案[12]
- 2016年山東東營，八大寶庫案
- 2016年黑龍江齊齊哈爾，兆億元民族資產案
- 2017年安徽淮南，巨龍集團案
- 2017年北京，最高解凍委員會案[13]
- 2017年廣東深圳，清朝乾隆皇帝「長生不老歛財案」[14]
- 2017年郑州“黄氏基金会”[15]
- 2018年河南商丘，民族資產扶貧案[16]
- 2019年江蘇蘇州，梅花皇家少主案（八大寶庫衍生案）[17]
- 2019年四川廣元，如意園─李鴻章資產案 [18]
- 2019年河南鹤璧，中華民族第九路軍案
- 2020年陝西武功，“健康中国2030”项目[19]
- 2020年重慶石柱，解冻民族资产和发放国家扶贫款[20]
- 2024年福建漳州市，盛世中华機密數位貨幣扶貧[1]

## 參看
- 古董鑑定詐騙
- 高價畫作詐騙術
- 中國天平調查員管理局
- 华人頭銜組織詐騙術